# Club Deportivo General Velásquez
O Club Deportivo General Velásquez, também conhecido como General Velásquez, é um clube esportivo localizado em San Vicente de Tagua Tagua, município da província de Cachapoal, na região de O'Higgins, no Chile. Foi fundado em 8 de janeiro de 1908 como General Velásquez Football Club, em homenagem ao general José Velásquez Bórquez, que participou da Guerra do Pacífico (1879–1893). Assumiu sua denominação atual em 22 de setembro de 1950. Se transformou em Sociedade Anônima Desportiva Profissional (SADP) em 8 de fevereiro de 2018, por ocasião do seu retorno ao futebol profissional.
A sua principal atividade é o futebol, onde joga na Segunda División Profesional, a terceira divisão do futebol chileno.
O clube manda seus jogos no Municipal Augusto Rodríguez, também situado em San Vicente de Tagua Tagua, com capacidade aproximada para 3.000 espectadores.
Foi campeão da Zona Central do Campeonato Regional de 1976, da terceira divisão do Campeonato Chileno de Futebol de 1986 e da quarta divisão de 2017.

## Títulos
| Divisão  | Competição         | Total | Ano(s) / Temporada(s) | Fonte             |
| -------- | ------------------ | ----- | --------------------- | ----------------- |
| Terceira | Tercera División   | 1     | 1986                  | [ 1 ] [ 4 ]       |
| Quarta   | Tercera División A | 1     | 2017                  | [ 1 ] [ 4 ] [ 7 ] |